# Edward Hasted
Edward Hasted (31 décembre 1732 - 14 janvier 1812) est un antiquaire anglais et un historien pionnier de son comté natal ancestral du Kent. À ce titre, il est l'auteur d'un important livre d'histoire du comté, The History and Topographical Survey of the County of Kent (1778-1799).

## Biographie
Hasted est né à Lombard Street, Londres, le fils d'Edward Hasted (1702-1740) de Sutton-at-Hone, près de Dartford, Kent et de sa femme, Ann Tyler. Son grand-père, Joseph Hasted (1662-1732), est employé comme peintre en chef au chantier naval de Chatham de la Royal Navy, mais il est aussi un financier habile et constitue un domaine privé et des revenus considérables. Le père de Hasted, Edward, devient un riche avocat, et le jeune Edward Hasted fait ses études à Darent (1737-1740), The King's School, Rochester (1740-1744). De là, il va au Collège d'Eton (1744-1748) et une école à Esher (1748-1750). Après avoir terminé ses études, il est étudiant pendant une courte période à Lincoln's Inn, bien qu'il n'ait pas été admis au barreau.
Hasted retourne chez ses parents à Sutton-at-Hone et, en juillet 1755, épouse Anne, Dorman, la fille d'un voisin. En mai 1766, il est élu membre de la Royal Society. Il achète le manoir des Chevaliers Hospitaliers de Saint-Jean de Jérusalem ; et c'est ici qu'il écrit son magnum opus . Il fréquente régulièrement l'église locale et siège également sur le banc des West Kent Quarter Sessions à Maidstone. Le couple a deux filles et cinq fils, dont l'un s'appelle également Edward. En 1770, ils s'installent à Canterbury, où ils vivent jusqu'en 1789, date à laquelle ses finances sont dans une confusion totale. Bien qu'il ait vendu certains de ses domaines, il s'est enfoncé davantage dans les dettes. En 1790, il quitte sa femme Anne et s'enfuit en France avec une autre femme. Il y reste jusqu'à ce que la guerre avec Napoléon le ramène chez lui et en prison pour dettes pendant près de sept ans.
Libéré en 1802, Hasted vit dans la pauvreté pendant cinq ans jusqu'à ce qu'il reçoive la maîtrise de l'hospice de Lady Hungerford à Corsham, Wiltshire, par son ami William Bouverie, 1er comte de Radnor. Hasted reste maître de l'hospice de 1807 jusqu'à sa mort en 1812, à l'âge de 79 ans.
L'histoire et le relevé topographique du comté de Kent sont publiés pour la première fois en quatre volumes in-folio entre 1778 et 1799. Hasted a également publié une histoire distincte de la ville antique et métropolitaine de Canterbury civile et ecclésiastique (1799).